# Julio Manrique

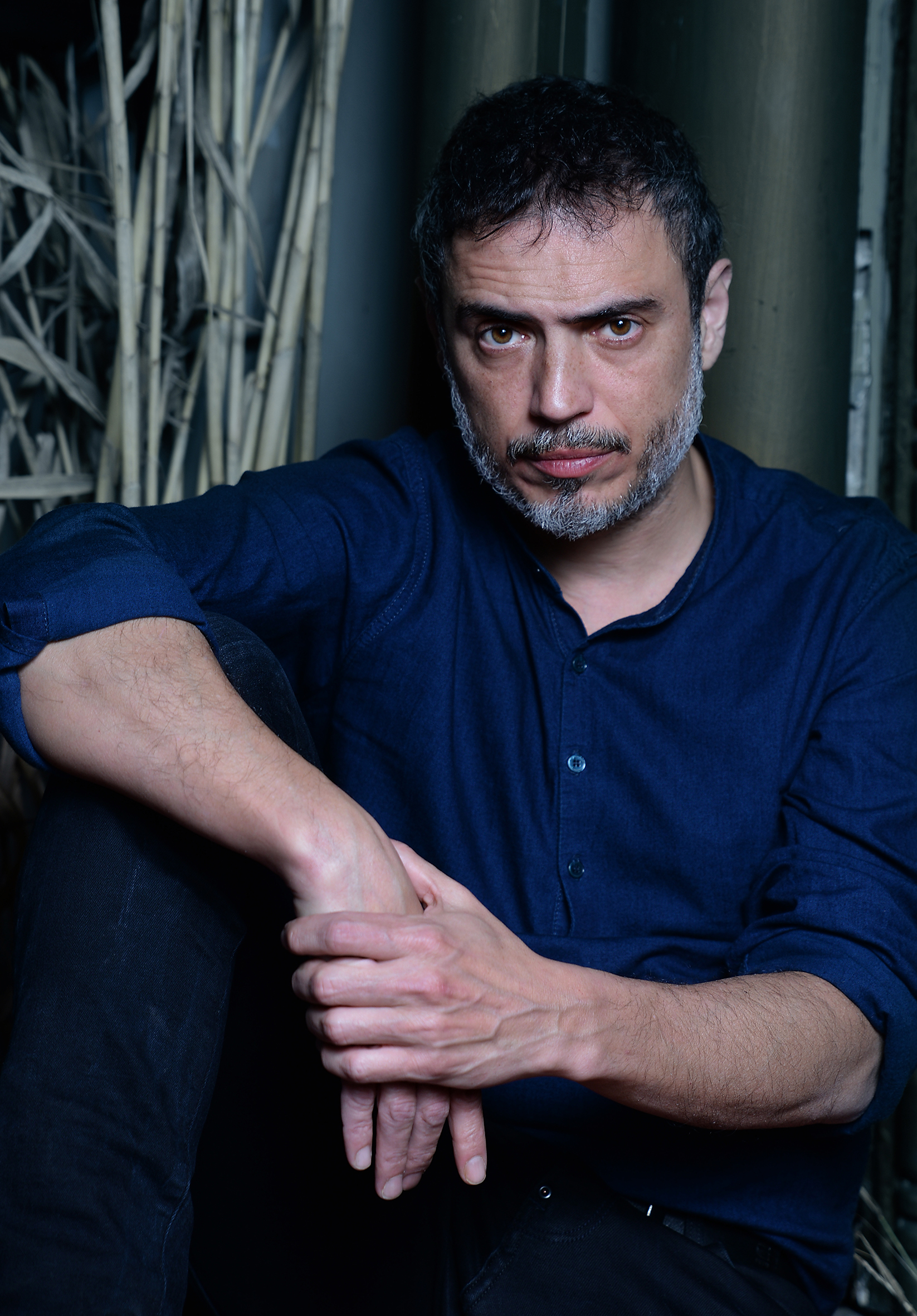
Julio Manrique (2018)

Julio Manrique i Vicuña (* 1973 in Barcelona) ist ein katalanischer Schauspieler und Regisseur.

## Leben
Manrique studierte zunächst Rechtswissenschaft an der Universitat Pompeu Fabra (UPF) und belegte Theaterkurse am Institut del Teatre in Barcelona.
Von 2011 bis Ende 2013 übernahm er in Nachfolge von Calixto Bieito die Leitung des Teatro Romea de Barcelona, sein Nachfolger dort ist Borja Sitjà.

## Auszeichnungen
Für seinen Hamlet unter der Regie von Oriol Broggi i Rull wurde er als bester Schauspieler 2008/2009 mit dem Premio de la Crítica de Barcelona ausgezeichnet.

## Theater
Die Bühnentitel und andere Titel sind in katalanischer Sprache, unter denen die Stücke aufgeführt wurden.

Als Schauspieler:
- 1994: Enemic de classe, von Nigel Williams, Regie: Josep Maria Mestres
- 1996: L'alfabet de l'aigua, von Rafel Duran
- 1996: Macbeth, von William Shakespeare, Regie: Tamzin Townsend
- 1996: Bunyols de quaresma, von Mercedes Abad, Regie: Pep Anton Sánchez
- 1997: Klowns, von Joan Montanyès und Josep Maria Mestres, Regie: Josep Maria Mestres
- 1998: Así que pasen cinco años, von Federico García Lorca, Regie: Joan Ollé
- 1998: Perifèria Koltès, von Bernard-Marie Koltès, Regie: Rafel Duran
- 1998: Salvats, von Edward Bond, Regie: Josep Maria Mestres
- 1999: Mesura per mesura, von William Shakespeare, Regie: Calixto Bieito
- 1999: Fashion Feeling Music, von Lluís Hansen und Josep Maria Mestres, Regie: Josep Maria Mestres
- 2000: Ànsia, von Sarah Kane, Regie: Xavier Albertí
- 2000: Titus Andrònic, von William Shakespeare, Regie: Àlex Rigola
- 2000–2001: Terra baixa, von Àngel Guimerà, Regie: Ferran Madico
- 2001: Unes polaroids explícites, von Mark Ravenhill, Regie: Josep Maria Mestres
- 2001: Far Away, von Caryl Churchill, Regie: Peter Brook
- 2002: Juli Cèsar, von William Shakespeare, Regie: Àlex Rigola
- 2003: Romeo i Julieta, von William Shakespeare, Regie: Josep Maria Mestres
- 2003: Homenatge a Josep Montanyès. Regie: Guillem-Jordi Graells und Josep Maria Mestres
- 2004: El virus, von Richard Brand, Regie: David Selvas
- 2005: Salamandra, vonde Josep Maria Benet i Jornet, Regie: Toni Casares
- 2004: El pes de la palla, von Lluïsa Cunillé, Regie: Xavier Albertí
- 2006: Parlant prevenim l'abús. Regie: Lídia Pujol (Benefizgala)
- 2006: Arbusht, von Paco Zarzoso, Regie: Àlex Rigola
- 2006: En Pólvora, von Àngel Guimerà, Regie: Sergi Belbel
- 2006–2007: Otel·lo, von William Shakespeare, Regie: Carlota Subirós
- 2007–2008: 2666, von Roberto Bolaño, Regie: Àlex Rigola, Uraufführung 2007
- 2007–2008: European House, von Àlex Rigola, Eigenregie
- 2007–2008: La torre de la Défense, von Copi, Regie: Marcial di Fonzo Bo
- 2008: Dia de partit, von David Plana, Regie: Rafel Duran
- 2008–2009: El buñuelo de Hamlet, von Luis Buñuel, Regie: Pepín Bello und Àlex Rigola
- 2009–2010: Hamlet, von William Shakespeare, Regie: Oriol Broggi
- 2010: 2666, von Roberto Bolaño, Regie: Àlex Rigola
- 2010: Coses que dèiem avui, von Neil LaBute, Eigenregie
- 2011: El crèdit, von Jordi Galceran (Lesung).
- 2012–2013: Incendis, von Wajdi Mouawad, Regie: Oriol Broggi
- 2012: Senyoreta Júlia, von Patrick Marber, Regie: Josep Maria Mestres
- 2013: 10 anys recordant Miquel Martí i Pol. Regie: Josep M. Mestres
- 2013: Muda, muda, von Jordi Oriol (Lesung)
- 2014: L'oncle del clan dels Zhao, von Ji Junxiang, Regie: Oriol Broggi

Eigene Inszenierungen:
- 2006: Els boscos, von David Mamet
- 2009: La forma de les coses, von Neil LaBute
- 2009: Product, von Mark Ravenhill
- 2010: American Buffalo, von David Mamet[3]
- 2010: Coses que dèiem avui, von Neil LaBute
- 2010: L'hort dels cirerers, von Anton Tschechow
- 2011: L'arquitecte, von Daniel Greig
- 2011: Llum de guàrdia, von Sergi Pompermayer
- 2011: Product, von Mark Ravenhill
- 2012–2013: 4 acords: Sílvia Pérez Cruz (Konzertaufführung)
- 2013: Roberto Zucco, von Bernard-Marie Koltès[5][6]
- 2013: Ella y yo (Konzertaufführung)
- 2013: Pensem un desig

Mitautor:
- 2007: El signe de l'escorpí, Regie: Cristina Genebat

## Filmografie

### Fernsehfilme
- 1999: La memòria dels Cargols (2 Episoden)
- 1999: Nissaga, l'herència
- 2001: Valèria (Fernsehfilm)
- 2001: Temps de silenci
- 2001: Carles, príncep de Viana (Fernsehfilm)
- 2001: L'estratègia del cucut (Fernsehfilm)
- 2004: Delta (Fernsehfilm), deutsch: Krach im Paradies, Erstsendung: ARTE am 22. Oktober 2004[7]
- 2004–2004: Porca misèria
- 2006: Coses que passen... (Fernsehfilm)
- 2006: Càmping (Fernsehfilm)
- 2009–2011: Infidels
- 2011: Ermessenda
- 2011: 14 d'abril. Macià contra Companys (Fernsehfilm)
- 2013: Isabel[8]
- 2014: 39+1

### Spielfilme
- 2003: Soldados de Salamina, von David Trueba
- 2004: Febrer, von Sílvia Quer
- 2013: Fill de Caín, von Jesús Monllaó